# Югославия на летних Олимпийских играх 1936
Югославия принимала участие в Летних Олимпийских играх 1936 года в Берлине (Германия) в пятый раз за свою историю, и завоевала одну серебряную медаль.

## Медалисты
| Медаль  | Спортсмен    | Вид спорта            | Дисциплина      |
| ------- | ------------ | --------------------- | --------------- |
| Серебро | Леон Штукель | Спортивная гимнастика | Мужчины, кольца |

## Результаты соревнований

### Академическая гребля
Соревнования в академической гребле на Играх 1936 года проходили с 11 по 14 августа. В следующий раунд из каждого заезда проходили несколько лучших экипажей (в зависимости от раунда и дисциплины). В финал выходили 6 сильнейших экипажей.
Мужчины
| Соревнование | Спортсмены   | Предварительный заезд | Предварительный заезд | Предварительный заезд | Отборочный заезд | Отборочный заезд | Отборочный заезд | Полуфинал            | Полуфинал            | Полуфинал            | Финал                | Финал                |
| Соревнование | Спортсмены   | Заезд                 | Время                 | Место                 | Заезд            | Время            | Место            | Заезд                | Время                | Место                | Время                | Место                |
| ------------ | ------------ | --------------------- | --------------------- | --------------------- | ---------------- | ---------------- | ---------------- | -------------------- | -------------------- | -------------------- | -------------------- | -------------------- |
| одиночки     | Давор Еласка | 1                     | 8:05,2                | 5                     | 3                | DNF              | —                | завершил выступление | завершил выступление | завершил выступление | завершил выступление | завершил выступление |

### Парусный спорт
| Класс   | Спортсмены   | Гонка | Гонка | Гонка | Гонка | Гонка | Гонка | Гонка | Очки | Место |
| Класс   | Спортсмены   | 1     | 2     | 3     | 4     | 5     | 6     | 7     | Очки | Место |
| ------- | ------------ | ----- | ----- | ----- | ----- | ----- | ----- | ----- | ---- | ----- |
| Олимпик | Карло Бауман | 19    | 15    | 8     | DNF   | 16    | 16    | 17    | 65   | 19    |